# 葭本未織
葭本未織（よしもと みおり、1993年1月17日 - ）は、日本の劇作家・演出家。「少女自由都市」主宰。

## 来歴
兵庫県芦屋市出身。2歳の誕生日に阪神・淡路大震災で実家が全壊し、仮設住宅で育った経験を持つ。兵庫県立宝塚北高等学校演劇科、文学座附属演劇研究所本科・研修科を経て、立教大学現代心理学部映像身体学科卒業。松田正隆に師事。立教大学在学中に制作した『聖女』が第60回岸田國士戯曲賞推薦作となる。2016年に劇団「少女都市」（後に「少女自由都市」に改称）を旗揚げし、兵庫県と東京都を拠点に活動する。
2022年、南千住回遊劇『リアの跡地』で北海道戯曲賞大賞を受賞。

## 主な受賞作
- 2022年 南千住回遊劇『リアの跡地』（北海道戯曲賞大賞受賞）